# Kfz-Kennzeichen (Nordkorea)
Die Kfz-Kennzeichen Nordkoreas verwenden in der Regel koreanische Buchstaben und arabische Ziffern. Das Kennzeichensystem ähnelt dem südkoreanischen System bis 2006 und dem japanischen. Busse und Lkw müssen die Aufschrift des Kennzeichens in vergrößerten Zeichen am Heck des Fahrzeugs wiederholen.

## Kennzeichenarten

### Privatfahrzeuge

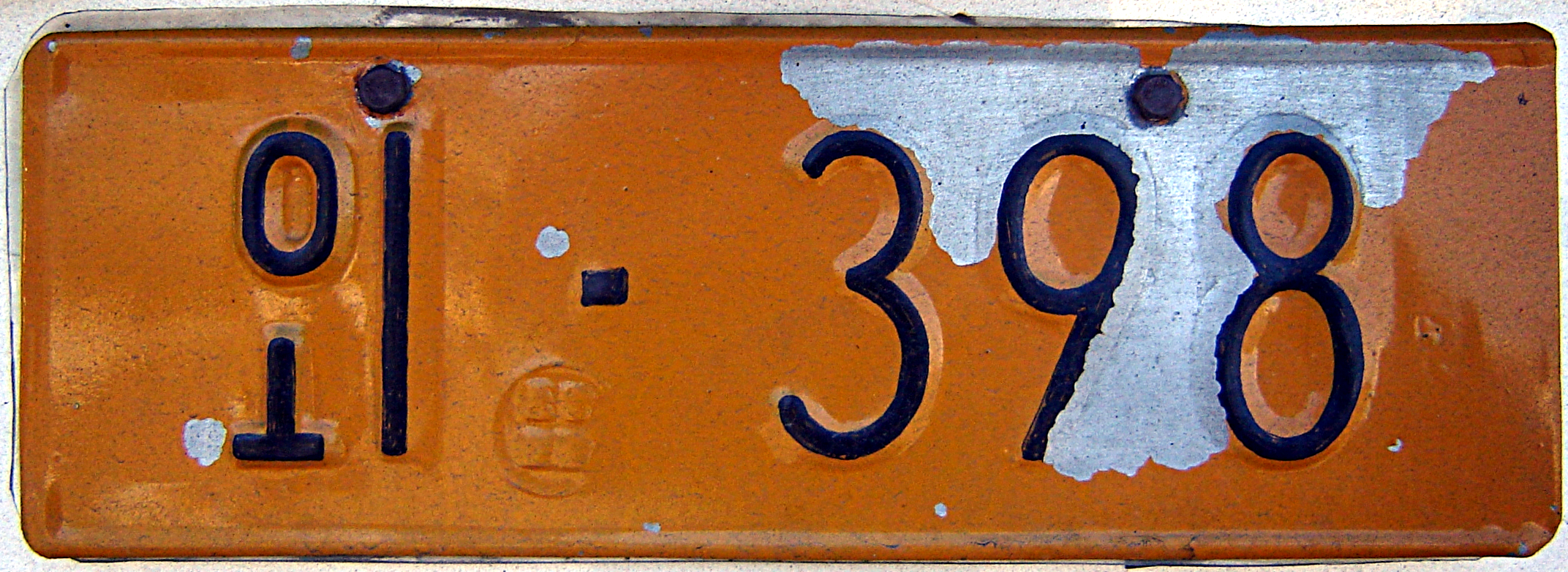
Kennzeichen für Privatfahrzeuge von Ausländern (외)

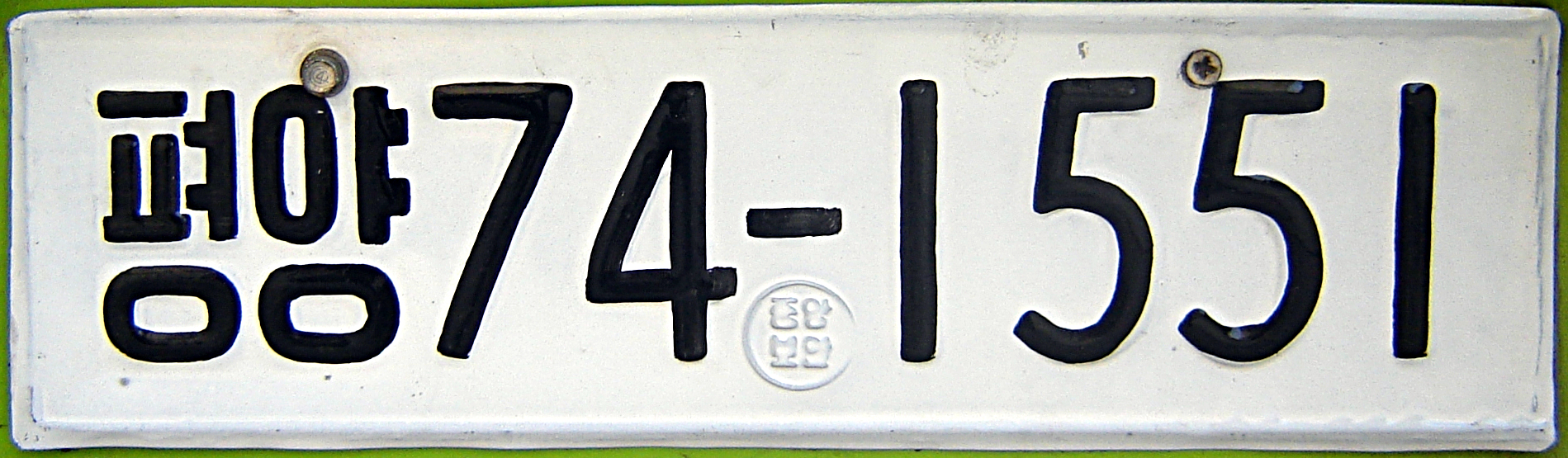
Staatl. Kennzeichen aus Pjöngjang (평양)

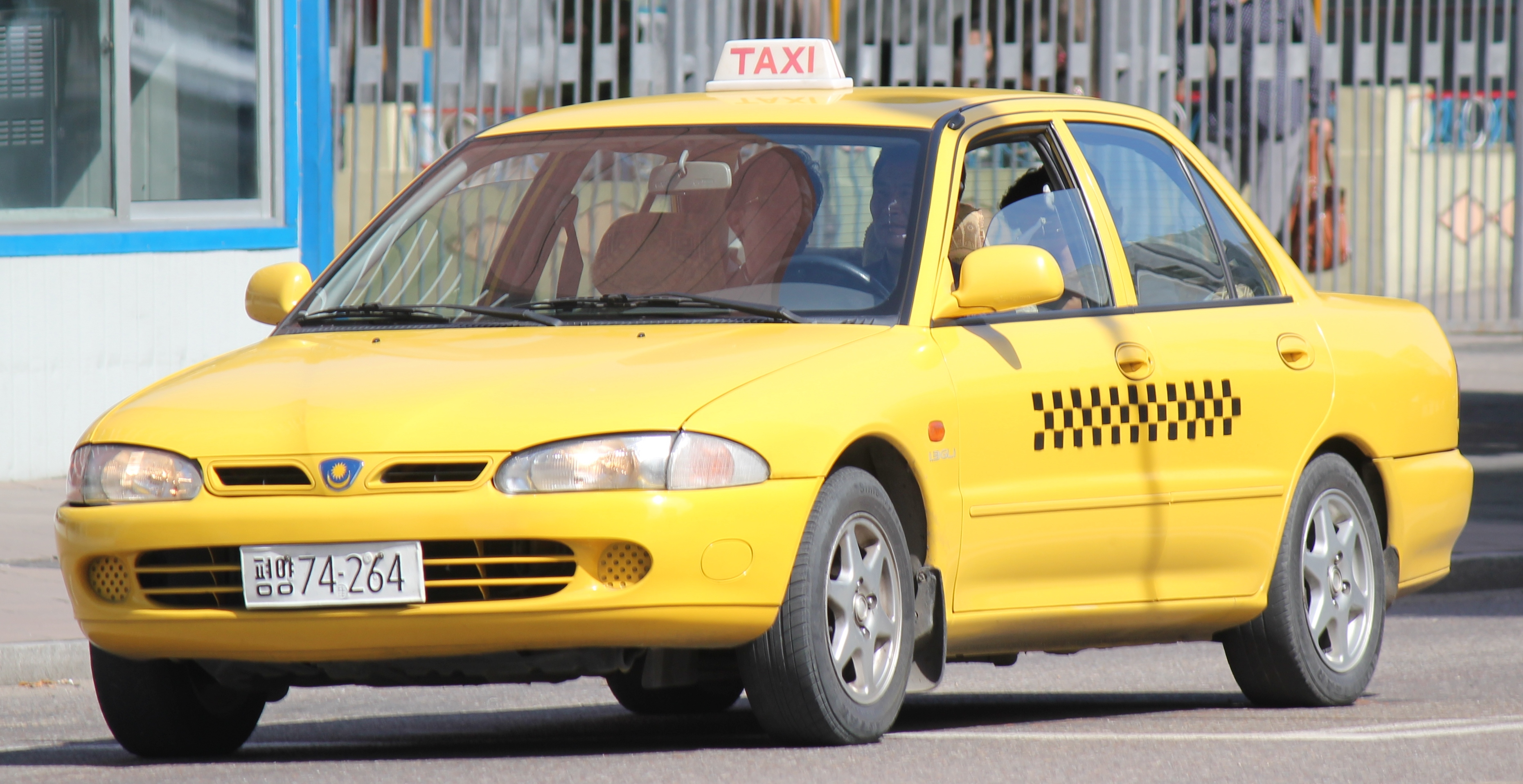
Staatl. Kennzeichen an einem Proton-Taxi

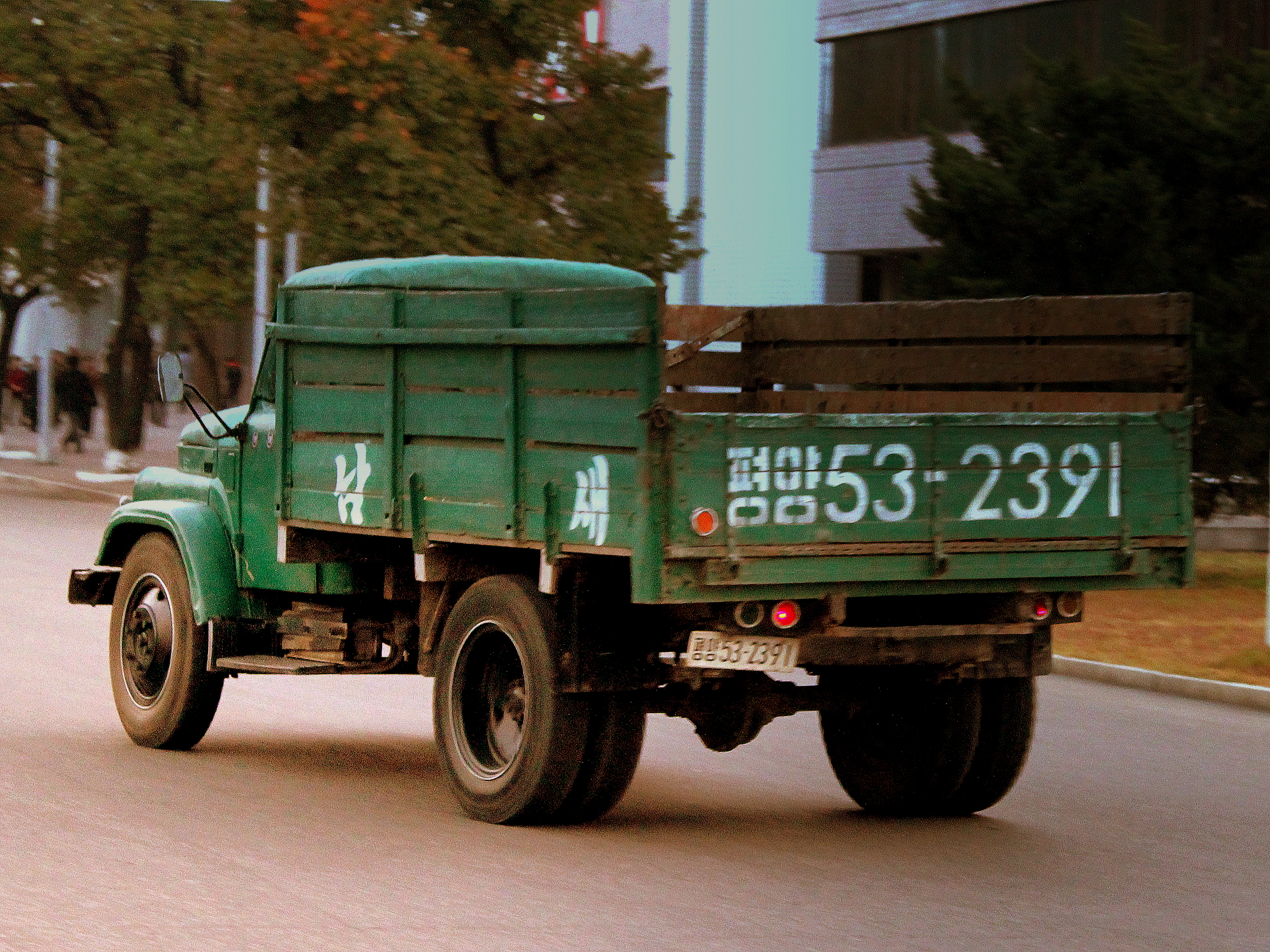
Wiederholung der Kennzeichenaufschrift am Heck eines Lkw

Die wenigen in Nordkorea registrierten Privatfahrzeuge tragen orangefarbene Nummernschilder mit schwarzer Aufschrift. Zuerst erscheint der evtl. auf zwei Silben verkürzte Name der Zulassungsregion. Bei älteren Zulassungen folgen drei oder vier Ziffern, neuere zeigen zwei und nach einem Bindestrich weitere drei Ziffern. Ist das Fahrzeug auf einen in Nordkorea lebenden Ausländer registriert, erscheinen die Buchstaben 외 (für Ausländer) statt des Provinzkürzels.
Muster eines vor 1992 in Pjöngjang (평양) vergebenen Kennzeichens:
| 평양 1450 |

Muster eines nach 1992 in der Provinz P’yŏngan-namdo (평남) vergebenen Kennzeichens:
| 평남 68-366 |

### Staatsfahrzeuge
Staatsfahrzeuge besitzen weiße Nummernschilder mit schwarzer Aufschrift. Sie beginnen mit den Buchstaben für die entsprechende Stadt oder Provinz. Es folgt eine zweistellige Zahl, anhand derer sich das Fahrzeug einer staatlichen Institution zuordnen lässt. Nach einem Bindestrich folgen maximal fünf weitere Ziffern, von denen die erste Auskunft über die Fahrzeugart gibt.
Liste der Fahrzeugarten:
| Ziffer  | Fahrzeugart             |
| ------- | ----------------------- |
| 1       | Bus                     |
| 2xx     | Taxi                    |
| 2xxx(x) | Pkw                     |
| 3       | Lkw                     |
| 5       | Rettungswagen/Feuerwehr |
| 6       | Polizei/Behörden        |
| 7       | Zweiräder               |

Muster eines in Pjöngjang (평양) vergebenen Kennzeichens für Busse (1):
| 평양 88-123 |

Muster eines in der Provinz Hamgyŏng-pukto (함북) vergebenen Lkw-Kennzeichens (3):
| 함북 20-368 |

### Kennzeichen für ausländische Unternehmen

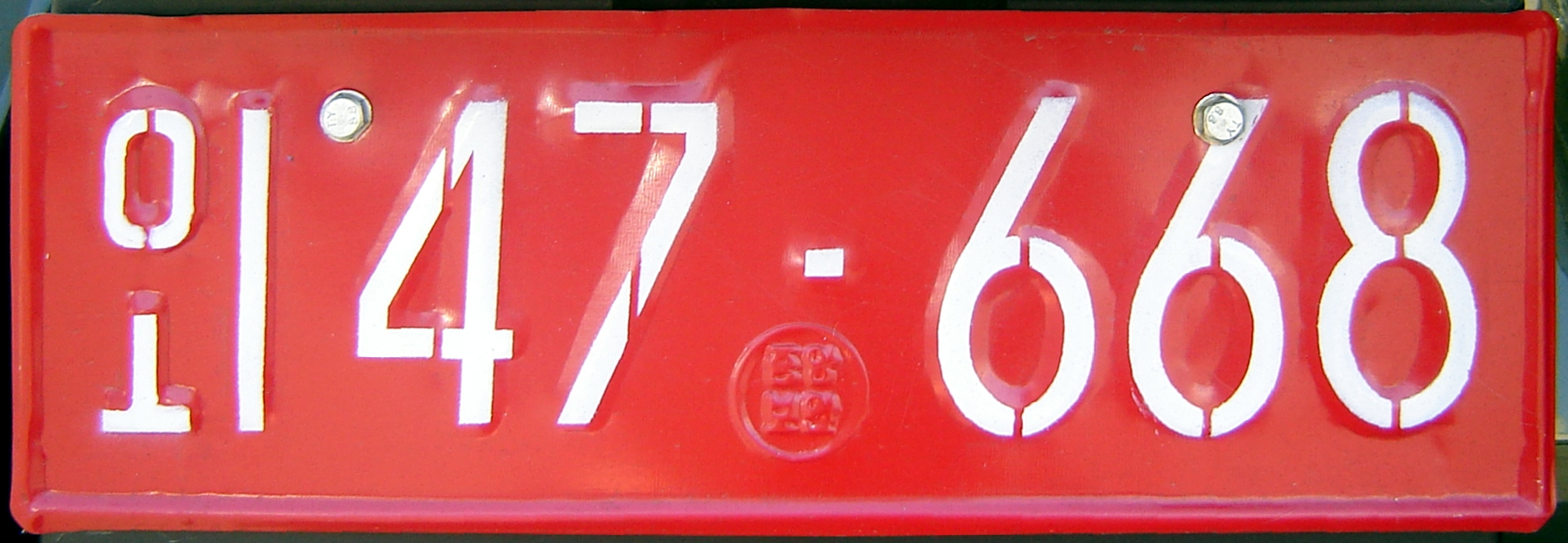
Kennzeichen für ausländische Unternehmen

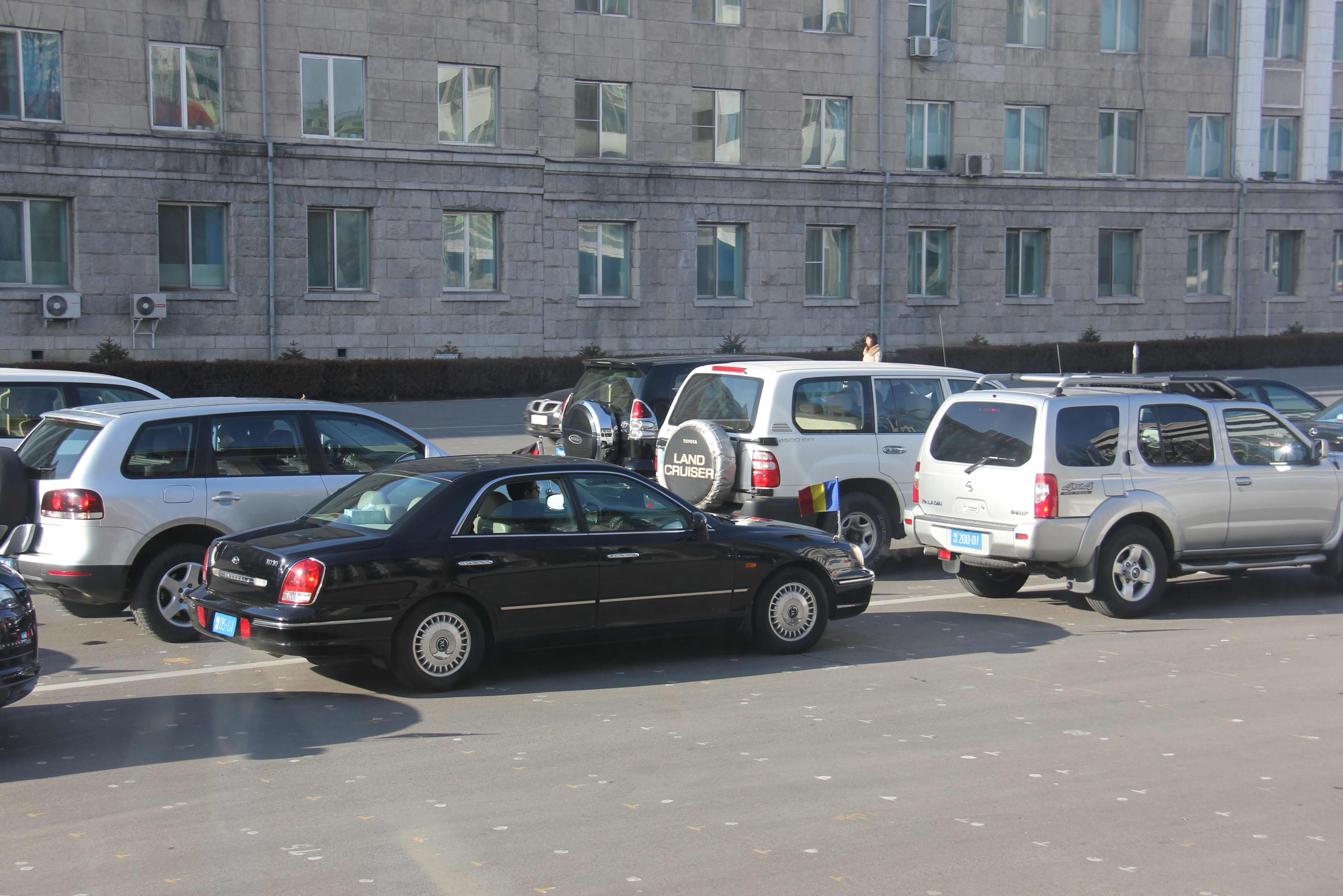
Diplomaten-Fahrzeuge

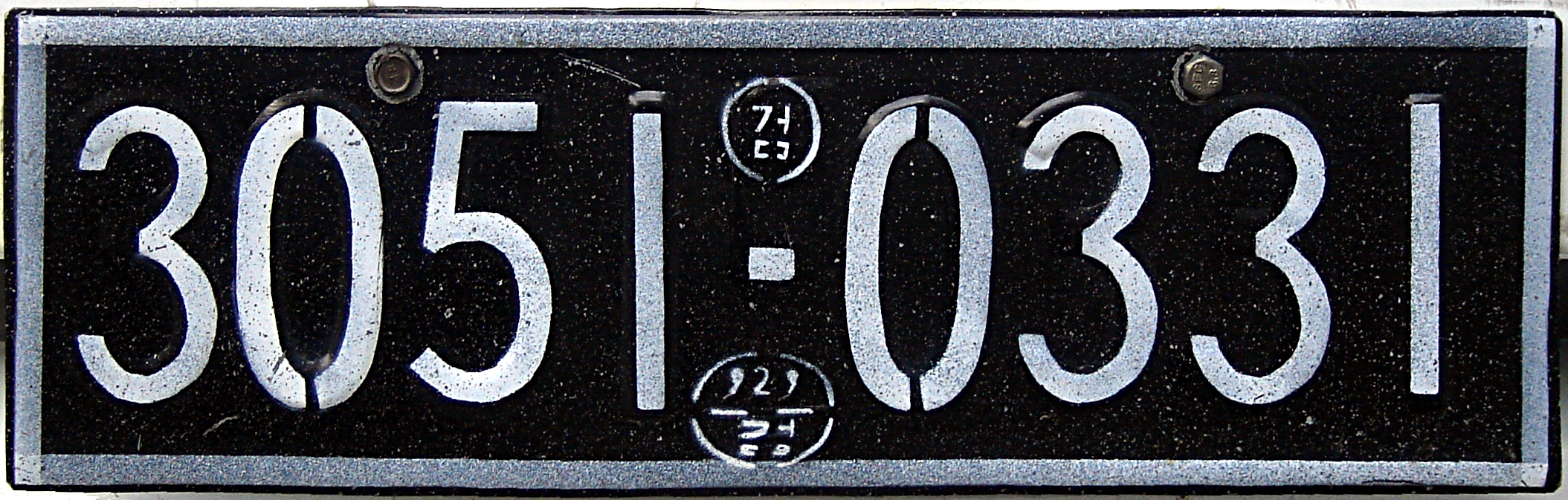
Militärkennzeichen

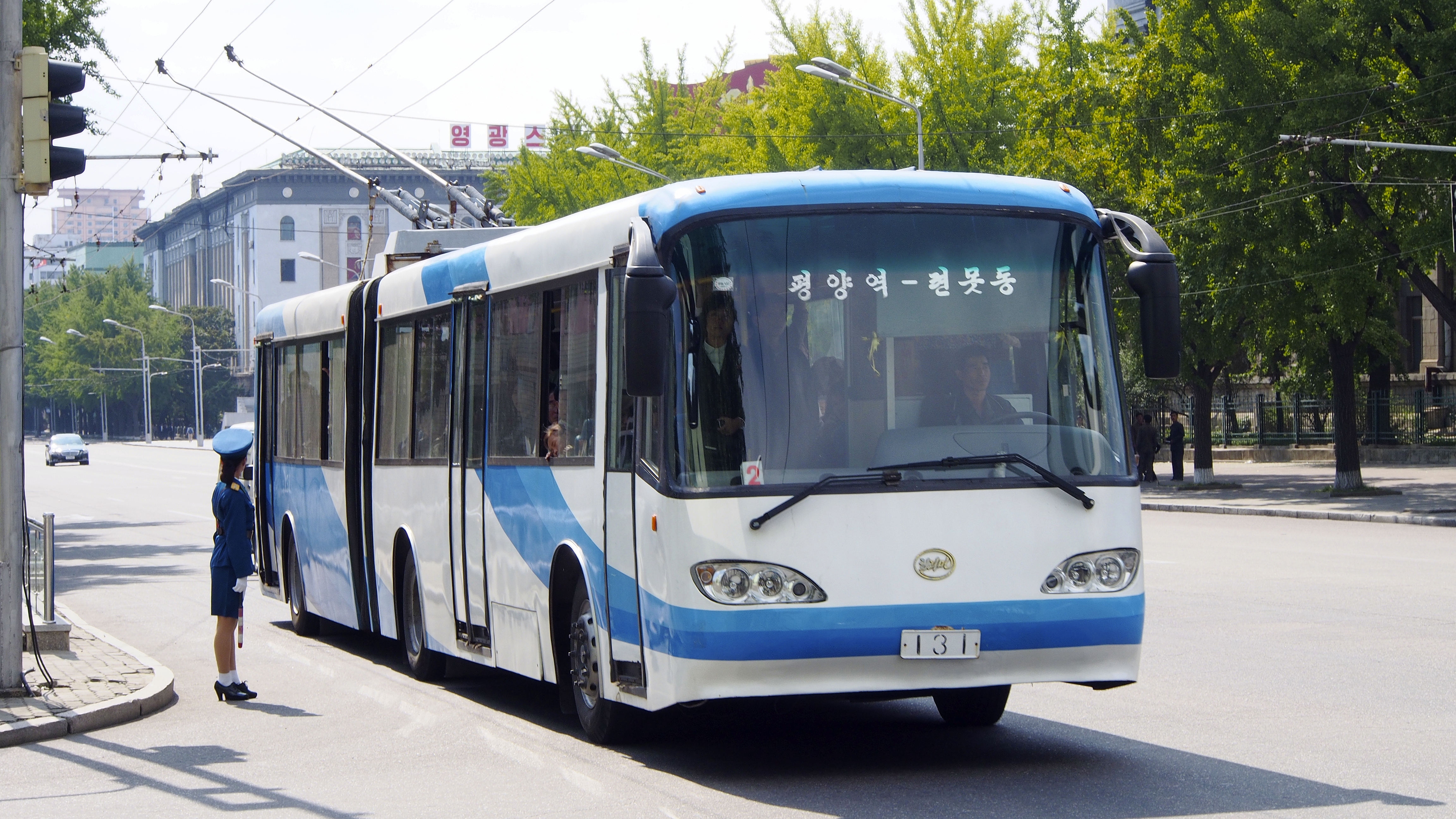
Oberleitungsbus mit der Nummer 131 in Pjöngjang

Fahrzeuge ausländischer Unternehmen und Joint Ventures besitzen roten Hintergrund und weiße Aufschrift. Die Schilder beginnen mit den Buchstaben 외 (für Ausländer) und folgen ansonsten dem gleichen Aufbau wie die Kennzeichen staatlicher Fahrzeuge.

### Kennzeichen für spezielle Zwecke
An spezielle Fahrzeuge, die beispielsweise zur Beförderung von Touristen und hochrangigen Persönlichkeiten dienen, werden Nummernschilder mit einem roten Stern und einer dreistelligen Nummer vergeben.

### Diplomatenkennzeichen
Diplomatenkennzeichen zeigen weiße Zeichen auf blauem Hintergrund. Sie beginnen mit dem Buchstaben 외. Es folgt eine zweistellige Nummer, die das Herkunftsland der entsprechenden Mission verschlüsselt. Nach einem Bindestrich folgt eine maximal dreistellige Seriennummer.
Muster eines an die ungarische Botschaft (07) vergebenen Diplomatenkennzeichens:
| 외 07-151 |

### Militär
Fahrzeuge der Koreanischen Volksarmee tragen schwarze Kennzeichen mit weißer Aufschrift. Die Schilder bestehen in der Regel aus arabischen Ziffern, die durch einen Bindestrich in zwei Gruppen geteilt werden. Einige Schilder beginnen auch mit dem Buchstaben ㄱ. Bei Panzern und anderem schweren Militärgerät wird die Kombination direkt auf das Fahrzeuge gemalt oder mittels Schablonen gesprüht.
| 5581 – 4218 |

### Oberleitungsbusse
Oberleitungsbusse besitzen weiße Kennzeichen mit drei schwarzen Ziffern. Da die Fahrzeuge die Einsatzgebiete nicht verlassen, werden die gleichen Schilder in verschiedenen Städten vergeben.
| 903 |

### Sonderfall Kŭmgang-san
In der Touristenregion Kŭmgang-san an der Grenze zu Südkorea werden spezielle Kennzeichen vergeben. Sie zeigen weiße Lettern auf grünem Untergrund. Es erscheint zunächst das Wort Kŭmgang-san in koreanischen Buchstaben (금강산) gefolgt von vier Ziffern.
| 금강산 2-426 |

## Kürzel
| Kürzel | Umschrift  | Provinz                              |
| ------ | ---------- | ------------------------------------ |
| 자강   | Chagang    | Chagang-do                           |
| 함북   | Hampuk     | Hamgyŏng-pukto                       |
| 함남   | Hamnam     | Hamgyŏng-namdo                       |
| 황북   | Hwangpuk   | Hwanghae-pukto                       |
| 황남   | Hwangnam   | Hwanghae-namdo                       |
| 개성   | Kaesŏng    | Stadt Kaesŏng                        |
| 강원   | Kangwŏn    | Kangwŏn-do                           |
| 남포   | Namp’o     | Stadt Namp’o                         |
| 평북   | P’yŏngpuk  | P’yŏngan-pukto                       |
| 평남   | P’yŏngnam  | P’yŏngan-namdo                       |
| 평양   | P’yŏngjang | Stadt Pjöngjang                      |
| 량강   | Rjanggang  | Ryanggang-do                         |
| 라선   | Rasŏn      | Stadt Rasŏn (bis 2000 Rajin-Sŏnbong) |